# Sauvagine
La sauvagine désigne originellement les oiseaux aquatiques sauvages, tels que canards, échassiers, cygnes, oies, etc. qui sont toutes aussi des espèces migratrices. Ce terme dérive de « sauvage ». Il définit également parfois l'odeur et le goût caractéristiques de ce gibier.
En France, dans le domaine de la chasse, ce mot désigne les espèces chassables sur le littoral et les zones humides ou à leurs abords, également appelées  gibier d'eau. Au Canada, cette catégorie comprend aussi la Bernache du Canada qu'on appelle outarde. 
Selon le dictionnaire Larousse, ce nom désigne aussi collectivement les carnassiers à fourrure (tels que renards, martres, hermines) et leurs peaux commercialisées.

## Menaces, état et pressions
Les populations d'oiseaux d'eau sont d'abord menacées par le drainage et la dégradation ou la destruction (comblement) des zones humides dont elles sont dépendantes.
La pression de chasse et le saturnisme aviaire lié à l'ingestion des plombs de chasse répandus dans l'environnement varient aussi selon les années et les régions et peuvent affecter la dynamique de population de certaines espèces. S'y ajoutent aussi l'augmentation régulière de la fragmentation écologique des milieux et celle du nombre et de l'importance des obstacles, causes de collisions lors des migrations (antennes, pylônes, lignes à haute tension, immeubles…). La pollution lumineuse pourrait aussi affecter ces espèces, directement ou indirectement en contaminant les proies consommées par certaines.
Elles connaissent en outre des fluctuations naturelles significatives, surtout liées aux conditions météorologiques. Elles sont par exemple particulièrement vulnérables aux vagues de froid ou de canicule associée à une sécheresse et à des conditions difficiles de traversée du Sahara. 
L'élevage de canards qui sont ensuite relâchés dans la nature constitue une source de pollution génétique et éventuellement de germes pathogènes pour les populations naturelles. Des lâchers massifs d'oiseaux d'élevage ont lieu dans les régions à forte pression cynégétique. Ils favorisent les croisements avec les individus sauvages. Par exemple, le Canard colvert peut s'hybrider avec près d'une cinquantaine espèces d'Anatidae (Canard branchu, Canard à lunettes, Canard chipeau, Canard siffleur, Canard brun, Canard noir, Canard de Meller, Canard à bec jaune, Canard à sourcils, Canard à bec tacheté, Canard des Philippines, Canard souchet, Sarcelle d'hiver, Sarcelle bariolée, Nette rousse, Nette demi-deuil, Fuligule morillon, Eider à duvet...). En outre, l'homme croise le Colvert avec l'autre espèce de canard domestique, le Canard de Barbarie, pour produire le Canard mulard. Ces hybridations s'expliquent par la radiation évolutive relativement récente du genre Anas et même de la famille des Anatidae.
Certains polluants (pesticides, retombées de Tchernobyl, métaux lourds, dioxines, perturbateurs endocriniens, etc.) ou des épidémies (grippe aviaire…) peuvent également affecter la sauvagine (la Biélorussie qui a reçu 75 % des retombées de Tchernobyl abrite de nombreuses zones humides riches en sauvagine qui migre vers l'Europe de l'Ouest et l'Afrique). Des études récentes montrent que les zones contaminées abritent des populations importantes d'oiseaux, mais qui présentent des anomalies fréquentes et notamment (pour les hirondelles) une délétion de la spermatogenèse associée à des tumeurs au niveau des ailes (asymétries), des yeux, des pattes, des pigmentations (albinisme), une taille anormale des œufs ; des mutations dont « 10 n’avaient été observées nulle part ailleurs dans le monde ». L'apparente bonne santé de l'écosystème pourrait cacher un important puits écologique, au moins pour les oiseaux (la délétion de la spermatogenèse a également été constatée chez les personnes exposés au césium 137 durant ou après la catastrophe de Tchernobyl.
Seul un suivi de tendances globales, sur plusieurs années ou décennies, peut donc permettre d'évaluer sur le moyen et long terme l'état des populations. Les progrès de la biologie et des moyens analytiques permettent aussi (depuis les années 1980 surtout, au Canada et aux États-Unis) d'importantes campagnes de détection de contaminants, de pathogènes ou de parasites permettant aussi d'évaluer l'état sanitaire d'individus ou de populations et indirectement d'éventuels risques pour les consommateurs de gibier. 
Les oiseaux composant la sauvagine étant migrateurs, ils sont considérés comme de bons bioindicateurs de l'état général des biomes ou des vastes associations d'écosystèmes qu'ils utilisent dans leur cycle de vie, par exemple la zone dite paléarctique nord occidental pour les oiseaux chassés en France, en Suisse et au Benelux (qui peuvent ensuite éventuellement être chassés en Afrique du nord ou jusqu'aux latitudes du Sénégal, voire plus au sud).

## Chasse à la sauvagine
Elle se pratique dans ou près des zones humides, durant des périodes de chasse, édictées par les autorités responsables de la chasse. Les dates d'ouverture et de fermeture de la chasse au gibier d'eau varient selon les espèces et les années ; elles varient en fonction de l'état des populations aviaires (apprécié annuellement, via des statistiques de comptage des oiseaux vivants ou tués) et selon les conditions météorologiques (vagues de froid et de gel). 
Ainsi, en France, un préfet peut décider une fermeture provisoire de la chasse d'une espèce ou de tous les oiseaux d'eau, quand l'espèce est rendue plus vulnérable ou est menacée par des conditions météorologiques très difficiles, ou à la suite d'un événement particulier (pollution…) mettant une population aviaire en péril. 
Du point de vue juridique, les espèces chassées sont en France considérées comme Res nullius. Pour des raisons historiques, la France est le pays où l'on chasse le plus grand nombre d'espèces d'oiseaux d'eau. La chasse y est contrôlée par l'ONCFS et les garderies des fédérations de chasseurs.

Ces espèces étant migratrices, leur suivi et la gestion de la chasse est ou devrait être coordonnée à échelle internationale, notamment en Europe via l'accord AEWA.

### Technique de chasse
Elles sont chassées suivant les espèces à pied, en battue, à la passée, au poste fixe, ou à la tonne, à la hutte et au gabion. Les réglementations peuvent varier selon les régions (dérogation pour la chasse de nuit par exemple).

### Impact environnemental de la chasse à la sauvagine
L'impact direct et indirect de cette chasse, également dite « au gibier d'eau » est discuté, en particulier parce qu'elle se pratique en hiver et en début ou fin de période de migration. La détermination de dates d'ouverture et de fermeture de la chasse, qui soient compatibles avec le maintien des effectifs, est un débat sans cesse renouvelé, particulièrement en France, entre les représentants des associations de chasse et ceux des associations de défense de l'environnement. L'échelonnement de ces dates est aussi discuté car il permet que certaines espèces soient chassées quand d'autres ne le sont plus ou pas encore, ce qui entretient un risque de confusion et favorise le dérangement. 
D'autres éléments du débat sur cette question, sont aussi que cette chasse est source de dérangement pour les espèces vulnérables, source de risques pour les promeneurs, ou qu'elle s'est pratiquée avec des cartouches à grenaille de plomb (toxique, encore autorisée dans de nombreux pays de l'hémisphère sud en particulier. Ce plomb éparpillé par milliards de billes dans l'environnement est ensuite facilement ingéré par les oiseaux comme gastrolithe), ceci durant plusieurs décennies. Il y a également eu des dérogations pour les Inuits et les Amérindiens en Amérique du Nord, au motif que le plomb était moins cher que l'acier). Il est présent probablement en très grande quantité, dans les milieux aménagés pour le tir de ces espèces (mares et petits étangs aménagés, avec appelants, dotés de postes de tir fixes, dits selon les régions « tonnes » ou « huttes »). Pour ces raisons, la chasse à la sauvagine est ou a été la première source de saturnisme aviaire et secondairement une source de risque de saturnisme pour les consommateurs de gibier d'eau. 
Des cartouches sans plomb sont aujourd'hui disponibles dans de nombreux pays, comme alternative aux munitions toxiques.
- Le saturnisme aviaire induit par l'ingestion de grit était scientifiquement bien documenté dès la fin des années 1950 [5], mais les acteurs de la chasse ont longtemps pensé que cette forme de saturnisme ne touchait qu'un faible pourcentage de quelques espèces de canards, alors que diverses études, notamment synthétisées par Bellrose en 1959 à partir de l'analyse visuelle de 35 220 gésiers prélevés chez diverses espèces d'oiseaux d'eau (chassés) démontraient déjà l'ampleur du problème : 30 ans avant les interdictions du plomb pour la chasse à la sauvagine aux États-Unis, 12 à 28 % des gastrolithes ingérés par les oiseaux plongeurs d'Amérique du Nord, étaient des grenailles de plomb (une bille ou plus) [5]. Et chez certaines espèces comme le plongeon huard ou le cygne (non chassé), des agrès de pêche en plomb étaient également périodiquement signalés dans les gésiers. 
Le phénomène a été ensuite scientifiquement mis en évidence pour la sauvagine, et pratiquement toutes les espèces d'oiseaux à très grande échelle au Canada et aux États-Unis, grâce aux études menées respectivement par Environnement Canada et par le U.S. Fish and Wildlife Service, avec aussi quelques cas chez des animaux domestiques [6] ou de compagnie [7],[8]. Les oiseaux s'empoisonnent aussi en se nourrissant dans ou à proximité de sites de ball-trap, tir dit sportif, ou d'entrainement au tir [9],[10].
- À la fin des années 1980, la prévalence dingestion de grenaille de plomb variait de 2 % à 10 % des colverts européens, mais Déborah Pain a montré en Camargue, que les oiseaux atteints de saturnisme se cachent soigneusement pour mourir et que moins de 10 % d'oiseaux morts et non cachés sont retrouvés, même quand on les cherche activement, dans un lieu que l'on connait déjà [11],[12]. Ils échappent donc aux statistiques. Dans les deltas méditerranéens, 25 à 45 % des sujets ont des billes de plomb dans le gésier  [13]. Le canard pilet (Anas acuta) et le fuligule milouin (Aythya ferina), étaient les plus touchés avec 60 à 70 % des gésiers contenant un plomb ou plus [13] ;
- Le saturnisme est découvert chez des espèces menacées  (Erismature à tête blanche (Oxyura leucocephala), ou chez les cygnes (Cygnus sp.) [13].
- Des sites de ball-trap, de tir dit sportif, ou d'entrainement au tir[9],[10] ont également été à l'origine d'empoisonnement de sauvagine, par exemple lorsqu'inondés ils ont attiré des groupes d'oies à la recherche de nourriture. 
Depuis quelques années, quelques réhabilitation de sites pollués par de la grenaille de plomb ont été conduites, dans quelques pays (sur des sites de ball-trap en général) ou des programmes de gestion des billes de plomb existent, dans le Massachusetts par exemple[14].
- Contrairement à ce que l'on a d'abord pensé, les canards ne sont pas toujours les plus touchés :  au Japon, sur 430 canards récoltés (Anas sp. Aythya sp.) et analysés, provenant de neuf préfectures entre 1994 et 1997, seulement 15 canards (4 %) sur 363 oiseaux prélevés pendant et après les périodes de chasse avaient une pastille de plomb dans le proventricule et le gésier. Mais 32 (soit 34 %) de 93 cygnes (Cygnus sp.) trouvés morts dans différentes zones humides présentaient des lésions compatibles avec un empoisonnement au plomb. Et 27 (soit 84 %) des 32 cygnes étaient concernés par ce problème dans la préfecture de Hokkaido. « L'intoxication par le plomb représente encore une grave menace pour la sauvagine au Japon, et il y a besoin considérable d'amélioration de l'environnement concernant ce problème » concluaient ces chercheurs en médecine vétérinaire[15].
- Ce plomb peut indirectement empoisonner les oiseaux nécrophages et oiseaux de proie. Les premiers cas décrits par la littérature d'oiseaux de proie victimes du saturnisme (en fauconnerie et chez les rapaces sauvages) datent des années 1980 (notamment publiés par MacDonald et al. 1983, Lumeij et al. 1985). En Amérique du Nord, la question semble émerger dans les années 1880s [16]. Un très grand nombre d'espèces s'avèrent indirectement touchées, dont des aigles (dont le Pygargue à tête blanche ; Haliaeetus leucocephalus, symbole des États-Unis) qui en meurent aussi (au moins 7 % des cadavres retrouvés) ou en sont affectées[17]. Une Grue blanche (Grus americana, espèce menacée, et plus grand oiseau des Amériques) trouvée morte par le US Fish and Wildlife service) présentait 75 plombs dans le gésier [17]. On démontre le lien saturnisme-grit (taille préférentielle de grit) caractéristique des espèces et cette incidence [17], relation qui sera confirmée en 2005 par une étude de l'université du Texas[17].
- Ce n'est que près d'un siècle après les premières preuves de saturnisme aviaire, que le plomb commence à être (localement) banni de certaines munitions, dans certains pays, et souvent dans un premier temps (ou à ce jour) uniquement pour les tirs effectués dans les zones humides (ou comme en France dans et vers les zones humides), comme aux États-Unis en 1991 et au Canada en 1997.

## Protection de la sauvagine
Certaines associations, notamment anglo-saxonnes, se sont spécialisées dans la protection des zones humides et des sauvagines comme Ducks Unlimited (Canards Illimités), Wetlands International, Wildfowl and Wetlands Trust, parfois avec les acteurs locaux de la chasse.

## Culture

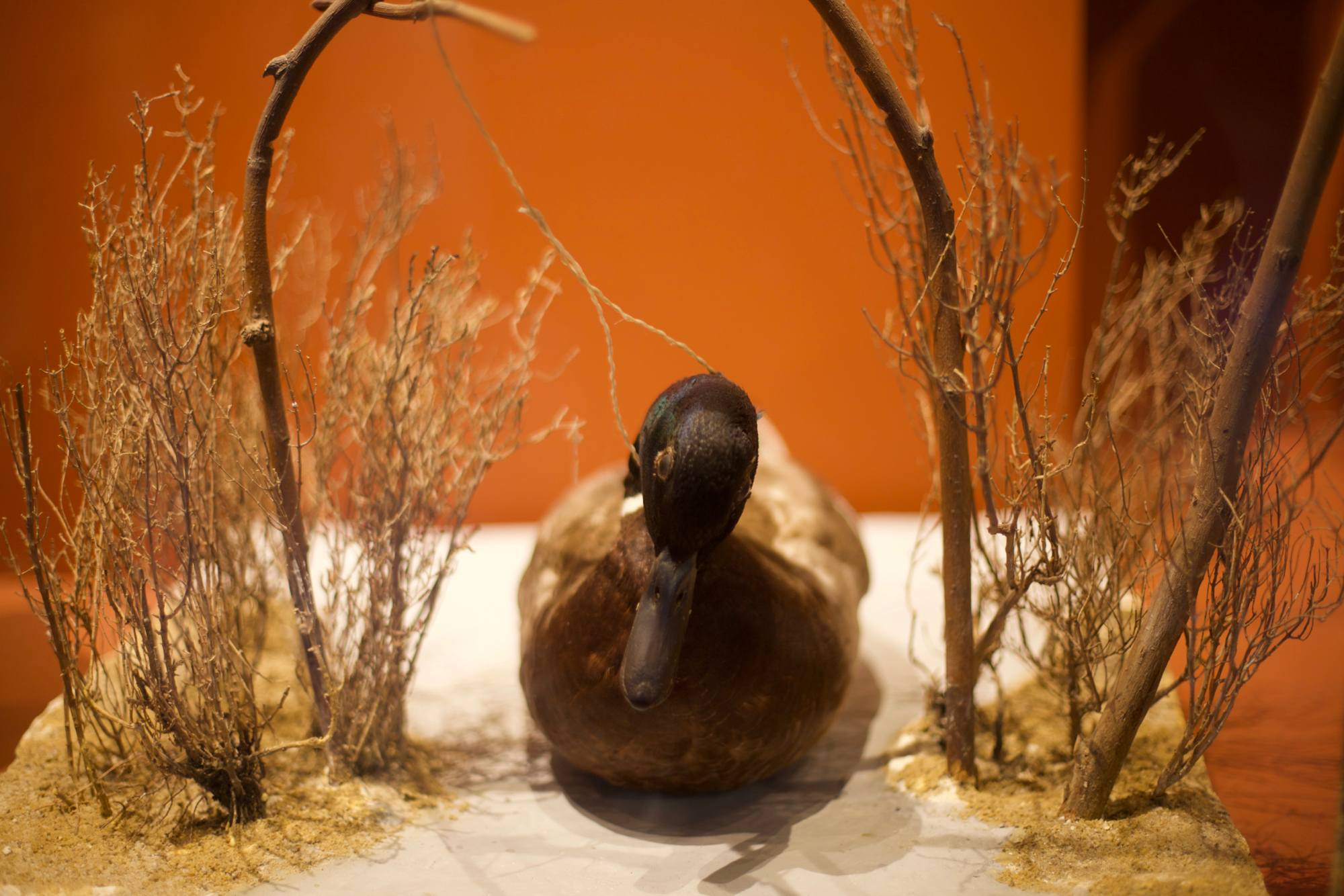
Reconstitution d'un piégeage traditionnel dans les vitrines du Musée de la Camargue.

En Provence, le thème de la sauvagine (sóuvagino en Provençal) a été utilisé par certains auteurs issus du mouvement du félibrige, notamment dans un sens plus général du rapport de l'Homme à la nature et pas uniquement dans le rapport cynégétique. Joseph d'Arbaud en est l'exemple emblématique avec l'ouvrage éponyme "La Sauvagine". Ce recueil de nouvelles illustre la relation très particulière de l'Homme avec son milieu, allant au-delà d'une dimension purement utilitariste. Par ailleurs dans son ouvrage le plus connu, "La Bête du Vaccarès", Joseph d'Arbaud pousse ce rapport jusqu'au symbole de la recherche d'un éden perdu. La sauvagine devient alors l'incarnation d'un monde sauvage pré-humain. Une particularité de l'utilisation du mot "sauvagine" dans son contexte provençal et languedocien est l'intégration de certains animaux, qui sont assimilés aussi à ce monde de la sauvagine comme le taureau Camargue, le castor, le cheval. C'est alors plus la dimension du sauvage qui l'emporte dans cette dénomination que le classement dans la catégorie gibier.
- Le Chasseur de Sauvagine, Alexandre Dumas.
- Sauvagine est le titre d'une chanson figurant sur l'album "Elixir" d'Emmanuel Berland, paru en 2017.
- La sauvagine, Joseph d'Arbaud
- La Bête du Vaccarès, Joseph d'Arbaud